# Natatolana longispina
Natatolana longispina är en kräftdjursart som beskrevs av Bruce1986. Natatolana longispina ingår i släktet Natatolana och familjen Cirolanidae. Inga underarter finns listade i Catalogue of Life.